# Séance (film, 2021)
Pour plus de détails, voir Fiche technique et Distribution.
Séance (Seance) est un film d'horreur britannico-américain écrit et réalisé par Simon Barrett (en), sorti en 2021.

## Synopsis
Camille Meadows vient de rejoindre une prestigieuse école de filles. Alors que sa chambre de dortoir lui paraît hantée, des étudiantes l'incitent à participer à un rituel pour essayer de communiquer avec l’au-delà et tenter de joindre une ancienne élève récemment décédée dans de troublantes circonstances. Mais cette expérience risque de tourner au cauchemar…

## Fiche technique
Sauf indication contraire, les informations mentionnées dans cette section peuvent être confirmées par la base de données cinématographiques IMDb,  présente dans la section « Liens externes ».
- Titre français : Séance
- Titre original : Seance
- Réalisation et scénario : Simon Barrett (en)
- Musique : Tobias « Sicker Man » Vethake
- Direction artistique : G. Andrew Hussey
- Décors : Mars Feehery
- Costumes : Leslie Kavanagh
- Photographie : Karim Hussain
- Montage : James Vandewater
- Production : Russell Ackerman, Matthew Baker, Isaac Clements, Tomas Deckaj et John Schoenfelder

Production déléguée : Constance L. Hoy, Chloe Katz, Daryl Katz, Phyllis Laing, Alex Mace, Daniel Negret, Hal Sadoff,
Andrea Scarso, Marie Gabrielle Stewart, Devan Towers, Peter Watson et Adam Wingard
Coproduction : Kelly Gallagher et Justin Kelly
- Sociétés de production : Dark Castle Entertainment, HanWay Films et Ingenious Media
- Société de distribution : RLJE Films (États-Unis)
- Budget : n/a
- Pays de production :  États-Unis /  Royaume-Uni
- Langue originale : anglais, latin
- Format : couleur
- Genres : horreur ; énigme
- Durée : 92 minutes
- Dates de sortie :
  - Arabie saoudite : 13 mai 2021 (avant-première)
  - États-Unis : 21 mai 2021
  - Royaume-Uni : n/a
  - France : n/a

## Distribution
- Suki Waterhouse : Camille Meadows
- Madisen Beaty : Bethany
- Inanna Sarkis (VF : Ethel Houbiers) :  Alice
- Ella-Rae Smith (en) : Helina
- Stephanie Sy (VF : Marie Nédélec) : Yvonne
- Djouliet Amara : Rosalind Carlisle
- Jade Michael : Lenora
- Seamus Patterson (VF : Damien Le Délézir) : Trevor Landry
- Marina Stephenson Kerr : Mme Landry
- Megan Best : Kerrie Riley

 Source et légende : version française (VF) sur RS Doublage

## Production
En octobre 2019, on annonce que l'actrice Suki Waterhouse est engagée pour un rôle, avec Simon Barrett (en) en tant que scénariste et réalisateur. En novembre, Inanna Sarkis rejoint l'actrice précédente. En décembre, Madisen Beaty est également engagée.
Le tournage commence en novembre 2019, Winnipeg dans la province de Manitoba au Canada.